# 奧馬爾 (特拉華州)
歐馬爾（英語：Old Furnace）是位於美國特拉華州蘇塞克斯縣的一個非建制地區。該地的面積和人口皆未知。

## 地理
歐馬爾的座標為38°31′38″N 75°11′59″W / 38.52722°N 75.19972°W，而該地的平均海拔高度為7米（即23英尺）。